# Stadio Brianteo
Stadio Brianteo, om sponsorredenen ook U-Power Stadium, is een voetbalstadion in Monza (Italië). Het is de thuisbasis van AC Monza Brianza 1912.